# Rattus tunneyi
Rattus tunneyi är en däggdjursart som först beskrevs av Thomas 1904.  Rattus tunneyi ingår i släktet råttor, och familjen råttdjur. IUCN kategoriserar arten globalt som livskraftig. Inga underarter finns listade i Catalogue of Life.
Arten blir upp till 20 cm lång (huvud och bål) och den har en upp till 15 cm lång svans. På ovansidan förekommer glänsande gråbrun päls och undersidan är täckt av krämvit päls. Huvudet kännetecknas av stora ögon och ljusa öron. Pälsen på fötterna är vitaktig.
Denna råtta förekommer i norra och östra Australien nära kusten. Avskilda populationer finns på öar och halvöar i västra Australien. Habitatet utgörs av öppna landskap som gräsmarker, jordbruksmark eller andra områden utan skog.
Individerna är aktiva på natten och gräver underjordiska bon. Dräktigheten varar 21 till 22 dagar och sedan föds upp till 11 ungar. Rattus tunneyi äter frön, gräs och andra växtdelar. Antagligen bildar individerna mindre grupper utan fast hierarki. Utbredningsområdet brukas intensivt som betesmark vad som påverkar arten negativ. Dessutom minskar beståndet på grund av bränder och flera exemplar dödas av tamkatter.

## Bildgalleri

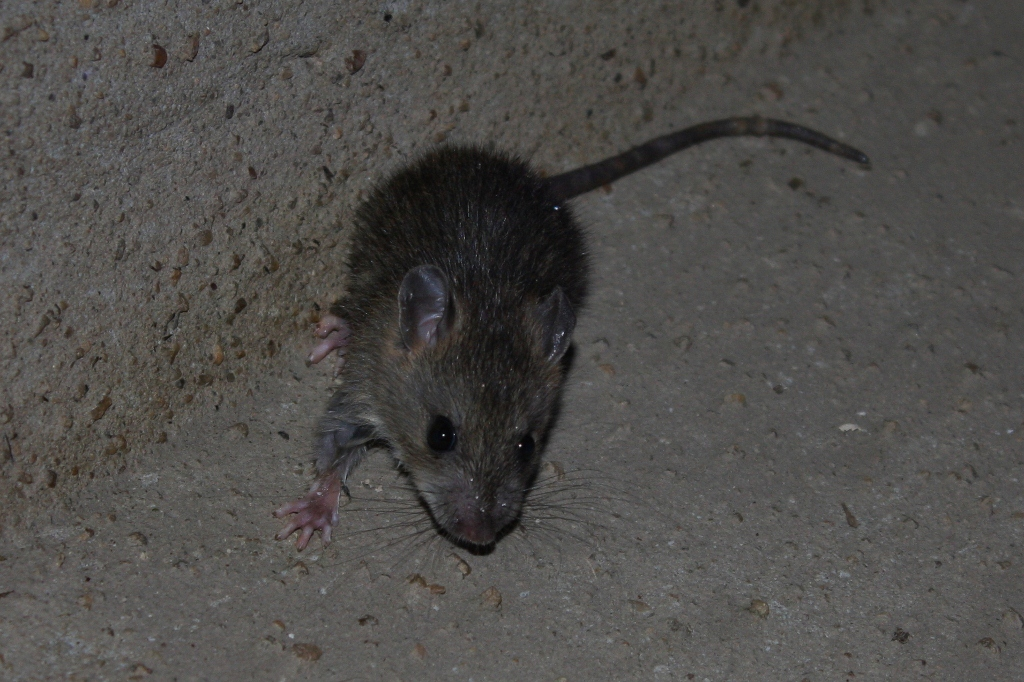